# دهه ۶۵۰ (پیش از میلاد)
دهه ۶۵۰ (پیش از میلاد) ۶۵مین دهه قبل از مبدا شروع تقویم میلادی است.